# جيمس دبليو. دوغلاس
جيمس دبليو. دوغلاس هو سياسي كندي، ولد في 1851، وتوفي في 7 نوفمبر 1883.